# أنتوني ماكجيل
أنتوني ماكجيل (بالإنجليزية: Anthony McGill)‏ هو معلم موسيقى أمريكي، ولد في 17 يوليو 1979 في شيكاغو في الولايات المتحدة.

## وصلات خارجية
- أنتوني ماكجيل على موقع ميوزك برينز (الإنجليزية)
- أنتوني ماكجيل على موقع ديسكوغز (الإنجليزية)